# Ситьково (Смоленская область)
 Ситьково — деревня в Смоленской области России, в Велижском районе. Расположена в северо-западной части области в 8 км к северо-востоку от Велижа и в 8 км южнее от границы с Псковской областью.
Население — 202 жителя (2007). Административный центр Ситьковского сельского поселения.

## Экономика
Основная школа. Сельскохозяйственное предприятие «Суворовское».